# Totutla, Tehuipango
Totutla är en ort i Mexiko.   Den ligger i kommunen Tehuipango och delstaten Veracruz, i den sydöstra delen av landet, 240 km öster om huvudstaden Mexico City. Totutla ligger 2 294 meter över havet och antalet invånare är 560.
Terrängen runt Totutla är kuperad åt sydväst, men åt nordost är den bergig. Runt Totutla är det ganska tätbefolkat, med 134 invånare per kvadratkilometer. Närmaste större samhälle är Zongolica, 18,3 km norr om Totutla. Omgivningarna runt Totutla är en mosaik av jordbruksmark och naturlig växtlighet.